# DC United
DC United är en professionell fotbollsklubb i Washington, D.C. i USA som spelar i Major League Soccer (MLS).
Klubben grundades den 15 juni 1994 och var en av de ursprungliga tio klubbarna när MLS kom igång 1996.
Klubbens hemmaarena är RFK Stadium, som tar 45 423 åskådare. Arenan är gammal och inte byggd för fotboll och klubben har länge sökt efter en mer ändamålsenlig och modern arena. I slutet av 2014 blev det klart att det skulle bli en ny arena i södra Washington som skulle ha en publikkapacitet på 20 000–25 000 åskådare. Arenan beräknades först vara klar i tid till 2017 års säsong, men senare sköts öppningsdatumet fram till 2018. Den nya arenans namn skulle bli Audi Field.
Klubbens färger är svart, rött och vitt.
Klubben ägs av Erick Thohir och Jason Levien genom bolaget D.C. United Holdings.
Klubben har vunnit ligamästerskapet MLS Cup fyra gånger, 1996, 1997, 1999 och 2004. Klubbens fyra Supporters' Shield, som tilldelas klubben som tagit flest poäng i grundserien, 1997, 1999, 2006 och 2007, är delat MLS-rekord med Los Angeles Galaxy. Klubben har vidare vunnit US Open Cup tre gånger, 1996, 2008 och 2013. Internationellt har klubben vunnit Concacaf Champions' Cup, som numera heter Concacaf Champions League och är Nordamerikas motsvarighet till Uefa Champions League, en gång, 1998. Samma år vann klubben även mötet med de sydamerikanska mästarna av motsvarande cup Copa Libertadores i Copa Interamericana.

## Spelartrupp
| Nr | Land            | Pos | Namn                                        |
| -- | --------------- | --- | ------------------------------------------- |
| 2  | Elfenbenskusten | F   | Gaoussou Samaké                             |
| 3  | USA             | F   | Chris Odoi-Atsem                            |
| 4  | USA             | F   | Brendan Hines-Ike                           |
| 6  | USA             | MF  | Russell Canouse                             |
| 7  | Ecuador         | A   | Michael Estrada (lån från Deportivo Toluca) |
| 9  | Norge           | A   | Ola Kamara                                  |
| 10 | Peru            | MF  | Edison Flores                               |
| 12 | USA             | MF  | Drew Skundrich                              |
| 13 | Frankrike       | MF  | Sofiane Djeffal                             |
| 14 | Honduras        | F   | Andy Najar                                  |
| 15 | USA             | F   | Steve Birnbaum                              |
| 16 | USA             | A   | Adrien Perez                                |
| 17 | England         | A   | Kimarni Smith                               |
| 18 | El Salvador     | MF  | Jeremy Garay                                |

| Nr | Land       | Pos | Namn                 |
| -- | ---------- | --- | -------------------- |
| 19 | Curaçao    | A   | Nigel Robertha       |
| 20 | USA        | F   | Hayden Sargis        |
| 21 | USA        | MV  | Jon Kempin           |
| 22 | USA        | A   | Griffin Yow          |
| 23 | USA        | F   | Donovan Pines        |
| 27 | USA        | MF  | Moses Nyeman         |
| 28 | USA        | MV  | Bill Hamid           |
| 31 | Tyskland   | F   | Julian Gressel       |
| 33 | USA        | F   | Jacob Greene         |
| 35 | USA        | MF  | Theodore Ku-DiPietro |
| 93 | Mexiko     | F   | Tony Alfaro          |
| -  | Australien | F   | Brad Smith           |
| -  | USA        | MF  | Chris Durkin         |
| -  | Grekland   | A   | Taxiarchis Fountas   |

### Utlånade spelare
| Nr | Land | Pos | Namn |
| -- | ---- | --- | ---- |